# Електрически локомотив
Електрическият локомотив е вид локомотив, който произвежда своята тягова сила чрез електричество от контактна мрежа или от батерия.
Електрическите локомотиви се възползват от високата ефективност на електрическите мотори, която често може да достига 90%. Допълнителна ефективност може да се набави от регенеративни спирачки, които позволяват кинетична енергия да се съхранява при спиране. Съвременните електрически локомотиви използват системи за задвижване с мотори с променлив ток, които предоставят възможност за регенеративно спиране. Електрическите локомотиви са тихи в сравнение с дизеловите локомотиви, тъй като няма двигател с горене и няма шум от изгорели газове. Липсата на възвратно-постъпателни части означава, че електрическите локомотиви натоварват по-малко железопътните линии.
Енергийният капацитет на електроцентралите е огромен, така че електрическите локомотиви могат да постигат по-голяма мощност и скорост от дизеловите локомотиви. Електрическите локомотиви са особено подходящи за крайградски пътнически влакове с чести спирки. Електрически локомотиви се използват на товарни маршрути с постоянно висок обем на трафика или в райони с развити железопътни мрежи. Използването на електроенергията на електроцентралите, също така, е по-екологично, отколкото използването на подвижни източници като локомотивни двигатели. Основният недостатък на електрификацията са високите разходи по инфраструктурата: контактна мрежа или трета релса, подстанции и системи за управление. Все пак, в Европа железопътните линии се считат за част от националната транспортна инфраструктура, също като автомобилните пътища, и като такива се финансират от държавата. Частните оператори, от друга страна, плащат такса за ползване на релсите.

## История
Първият електрически локомотив е построен през 1837 г. от химика Робърт Дейвидсън в Абърдийн, който използва галванични елементи (батерии). Първият пътнически електрически влак е представен от Вернер фон Сименс в Берлин през 1879 г. Локомотивът е задвижван от 2,2-киловатов мотор, а композицията от 3 вагона достига скорост от 13 km/h. Сименс открива и първата електрифицирана трамвайна линия близо до Берлин през 1881 г.
Голяма част от развитието на електрическите локомотиви се дължи на все по-честата употреба на тунели, особено в урбанизираните райони. Пушекът от парните локомотиви е вреден, а общините бързо предприемат мерки да ги забранят в градовете.
Първите опити за построяване на електрически локомотив, задвижван от променлив ток, се появяват през 1890-те години. Развитието на електрическите локомотиви набира скорост най-вече след 1920-те години. В Европа се електрифицират главно планински райони, където доставките с въглища са затруднени, водноелектрическа енергия е налична, а електрическите локомотиви разполагат с по-голяма мощ за по-стръмните участъци.
През 1980-те години разработването на високоскоростни електрически локомотиви и железопътни линии води до повишена електрификация. Така се зараждат проектите Шинкансен и TGV. В България са електрифицирани 67% от железопътната мрежа.